# ماري بيث بويي
ماري بيث بويي هي لاعبة كرة قدم كندية، ولدت في 27 أكتوبر 1978 في هاليفاكس في كندا.

## روابط خارجية
- ماري بيث بويي على موقع الاتحاد الدولي (مؤرشف)  (الإنجليزية)
- ماري بيث بويي على موقع قاعدة بيانات كرة القدم.إي يو (الإنجليزية)